# Guffert
Le Guffert est une montagne qui s’élève à 2 194 m d’altitude dans les Alpes de Brandenberg, en Autriche. Il forme un sommet double avec le Guffertstein.